# Мамедов, Талех Вели оглы
Талех Мамедов (азерб. Taleh Məmmədov; род. 16 августа 1989, Карадаглы, Касум-Исмайлов, Азербайджанская ССР) — азербайджанский борец греко-римского стиля, бронзовый призёр чемпионата мира 2022 года и чемпионата Европы 2019 года, серебряный призёр чемпионатов Европы 2021, 2022 и 2023 гг., чемпион Европы среди молодёжи 2018 года.

## Биография
В 2009 году занял третье место на Кубке Азербайджана, а в 2011 году — второе место на Золотом Гран-При. В 2013 году взял бронзу Кубка мира.
В 2014 году выступил на чемпионате мира, где занял 10-е место. На чемпионате Европы 2016 года занял 7-е место. В 2017 году выступил на чемпионатах Европы и мира, где соответственно занял 9-е и 7-е места.
На чемпионате Европы 2018 года Мамедов занял 12-е место, а на чемпионате мира этого же года — 10-е место.
На чемпионате Европы в Бухаресте в 2019 году завоевал бронзовую медаль взрослого чемпионата, уступив только в полуфинальном матче Стигу Андре Берге из Норвегии. В поединке же за бронзу, Мамедов одолел армянского борца Славика Галстяна.
В апреле 2021 года на чемпионате Европы в Варшаве, в весовой категории до 63 кг Мамедов на старте победил Николая Вичева из Болгарии со счётом 9:6, а далее одолел Храчья Погосяна из Армении (2:2). В полуфинале Мамедов взял верх над Александрсом Юркьянсом из Латвии (7:1) и вышел в финал. В финале Мамедов проиграл россиянину Жамболату Локьяеву со счётом 0:5 и завоевал серебряную медаль европейского первенства. Своё поражение в финале Мамедов объяснил нетерпением, из-за чего сделал лишнее движение, чем и воспользовался соперник, заработав очко. Эту серебряную медаль Мамедов посвятил своей новорожденной дочери.
В мая 2024 года объявил о завершении карьеры борца и продолжении спортивной карьеры в качестве тренера.